# بين آدامز
بين آدامز (بالإنجليزية: Ben Adams)‏ هو منافس ألعاب قوى أمريكي، ولد في 31 مارس 1890 في نيوآرك في الولايات المتحدة، وتوفي في 15 مارس 1961 في مقاطعة مونموث في الولايات المتحدة.

## وصلات خارجية
- بين آدامز على موقع أوليمبيديا (الإنجليزية)